# Lasiopogon dimicki
Lasiopogon dimicki is een vliegensoort uit de familie van de roofvliegen (Asilidae). De wetenschappelijke naam van de soort is voor het eerst geldig gepubliceerd in 1938 door Cole & Wilcox.